# Clifford Last

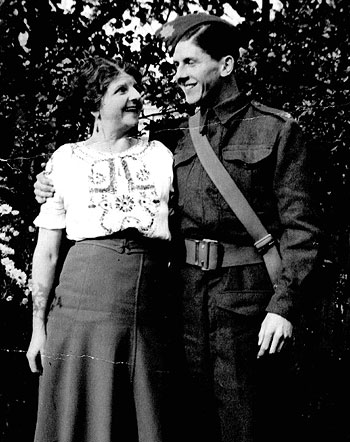
Nella Last und ihr jüngster Sohn Clifford

Clifford Frank Last (* 1918 in Barrow-in-Furness, Cumbria, Großbritannien; † 1991 in Melbourne, Australien) war ein australischer Bildhauer.

## Leben und Werk
Clifford wurde zum Bildhauer in England ausgebildet, nach dem Zweiten Weltkrieg emigrierte er nach Australien. Er setzte am Melbourne Technical College seine Ausbildung fort. Nach einem Aufenthalt von 1950 bis 1951 wurden seine Werke Abstrakte Kunst. Er verwendete Bronze, Aluminium, Schiefer und vor allem Holz.
1953 begegnete Last in Melbourne den Bildhauern Julius Kane, Inge King und Norma Redpath, die die Group of Four gründeten, die moderne, abstrakte Bildhauerkunst mit geometrischen Formen herstellte.

## Centre Five group
Die Centre 5 Group gab sich 1967 einen Fünf-Punkteplan, der während ihrer Versammlungen vorgestellt wurde. Zu dieser Gruppe der Victorian Sculptors Society gehörten Clifford Last, Inge King, Norma Redpath, Vincas Jomantas, Teisutis Zikaras, Julius Kane und Lenton Parr. Einer der fünf Punkte dieses Plans war, dass der Kontakt der Bildhauer zur Öffentlichkeit verbreitert und das Kunstverständnis erweitert werden sollte. Ein weiteres Anliegen dieser Gruppe war es, dass Gruppenausstellungen der Bildhauer stattfinden sollten. Als sie die Victorian Sculptors Society verließen, wurden ihre Gemeinschaftsausstellungen als Konkurrenzveranstaltungen betrachtet und dies führte zu einer tiefen Teilung der dortigen Bildhauergemeinschaft. Die ersten derartigen Gruppenausstellungen fanden in den Jahren 1963, 1964 und 1965 statt. Auch in den Jahren 1974 und 1984 wurden Werke dieser Bildhauer als Ausstellung der Centre Five group vorgestellt.

## Sonstiges
Clifford Last war der Sohn von Nella Last, Schreiberin eines Kriegstagebuchs, die von der britischen Darstellerin  Victoria Wood in Housewife 49 dargestellt wird. Das Drama wurde am 10. November 2006 von dem Fernsehsender ITV ausgestrahlt und erhielt 2007 den British Academy Television Awards, besser bekannt als BAFTA Television Awards.